# Хэнди, Томас
Томас Трой Хэнди (англ. Thomas Troy Handy; 11 марта 1892 Спринг-Сити, Теннесси — 12 апреля 1982 Сан-Антонио, Техас) — американский военный деятель, четырёхзвёздный генерал (март 1945). Главнокомандующий Европейского Командования Вооруженных сил США (1949—1952). Заместитель начальника штаба армии США (1944—1947). Заместитель главнокомандующего Объединенных вооруженных сил НАТО (1952—1954).

## Биография
Родился Томас Трой Хэнди 11 марта 1892 в Спринг-Сити (штат Теннесси) в семье Томаса Рида Хэнди (1849—1940) и Кэролайн Софии Галл Хэнди (1856—1929). Окончил Виргинский военный институт в 1914 году, командную школу Генштаба в Форт Ливенворте 1927 года и Военный колледж в 1935 году.
Томас Т. Хэнди начал службу в 1916 году 2-м лейтенантом в артиллерии. В составе 5-го артиллерийского полка участвовал в военных действиях во Франции. После окончания 1-й мировой войны остался в составе оккупационных войск в Германии, а затем был переведен в Форт-Силл (Оклахома). В 1921—1925 годах инструктор Виргинского военного института. С 1928 года офицер для поручений при 3-й артиллерийской бригаде. В 1929—1931 годах служил в американском контингенте в зоне Панамского канала, а затем до 1934 инструктором в Форте-Силл. В 1936—1940 годах — сотрудник Генштаба.
С 1940 года командир 78-го артиллерийского батальона в Форт-Беннинг (Джорджия). В июне 1942 Томас Хэнди переведен в штаб генерала Дуайта Эйзенхауэра, где возглавил оперативный отдел. Принимал участие в разработке военных операций американской армии. С ноября 1944 года 1-й заместитель начальника штаба Армии США. В августе 1945 года во время отсутствия генерала Джорджа Маршалла исполнял обязанности начальника штаба. На этой должности именно Томас Хэнди отдал приказ о проведении ядерных бомбардировок Хиросимы и Нагасаки. С сентября 1947 командующий 4-й армией (со штабом в Форт-Сэм-Хьюстоне, Техас). В сентябре 1949 сменил генерала Люсиуса Клея на посту начальника Европейского командования и командующего американскими войсками в Австрии и Триесте. С августа 1952 заместитель верховного главнокомандующего войсками союзников в Европе.
Ушел в отставку в феврале 1954 и жил в Вашингтоне (округ Колумбия), а затем в Сан-Антонио (штат Техас).
Томас Хэнди умер 12 апреля 1982 года и был похоронен на Арлингтонском национальном кладбище рядом с женой, Алмой Гудзон Хэнди (1 сентября 1890 — 2 апреля 1970).